# Новомаксимово (Вологодская область)
Новомаксимово — деревня в Белозерском районе Вологодской области.
Входит в состав Антушевского сельского поселения, с точки зрения административно-территориального деления — в Антушевский сельсовет.
Расстояние по автодороге до районного центра Белозерска составляет 33 км, до центра муниципального образования села Антушево — 18 км. Ближайшие населённые пункты — Гришино, Еремеево, Хлопузово.
Население по данным переписи 2002 года — 5 человек.